# بنیاد هنری شارجه
بنیاد هنر شارجه (به عربی: مؤسسة الشارقة للفنون) یک بنیاد هنری و فرهنگی معاصر مستقر در شارجه، امارات متحده عربی است که در سال ۲۰۰۹ توسط حور القاسمی، دختر سلطان بن محمد القاسمی، عضو شورای عالی امارات متحده عربی و حاکم فعلی شارجه راه‌اندازی شد. کارويژهٔ این بنیاد حمایت از هنرمندان و فعالیت‌های هنری در جوامع شارجه، امارات متحده عربی، و منطقه از طریق پلتفرم‌های مختلف است که از آن‌ها می‌توان به دوسالانه شارجه، نشست سالانه مارس، اقامت‌های هنری، کمک هزینه‌های تولید، کمیسیون‌ها ، نمایشگاه‌های هنری، تحقیقات هنری و انتشارات اشاره کرد.  این بنیاد شامل نمایشگاه‌هایی با آثار هنرمندان بین‌المللی در حوزه‌های اجرا، موسیقی، عکس، نمایش فیلم و... است.  بنیاد هنر شارجه تلاش می‌کند تا یادگیری عمومی و مشارکت در فعالیت‌های هنری را ارتقا دهد. 